# Integrierte Gesamtschule Mannheim-Herzogenried

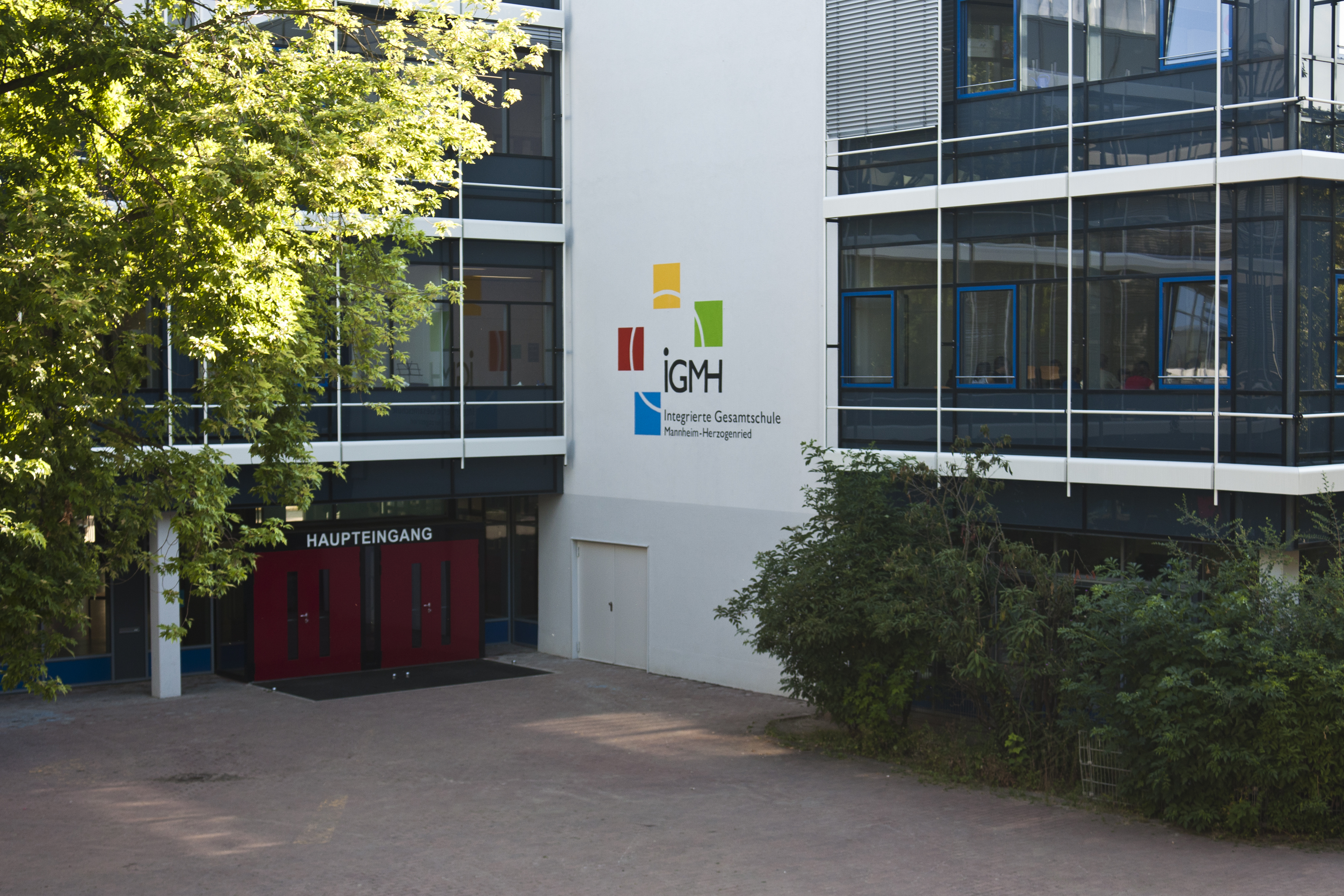
Haupteingang der IGMH

Die Integrierte Gesamtschule Mannheim-Herzogenried (IGMH) ist eine Gesamt- und eine Ganztagesschule. Sie wurde 1973 in der Mannheimer Herzogenried-Siedlung gegründet und ist eine von den drei Integrierten Gesamtschulen in Baden-Württemberg.

## Besonderheiten
In Baden-Württemberg gibt es nach anfänglich sechs Gesamtschulversuchen nur noch drei Gesamtschulen, die als Schulen besonderer Art im Schulgesetz verankert sind: die Staudinger-Gesamtschule Freiburg im Breisgau, die Internationale Gesamtschule Heidelberg und die Integrierte Gesamtschule Mannheim-Herzogenried. Durch das seit 2004 eingeführte achtjährige Gymnasium ist die Orientierungsstufe in Baden-Württemberg gleichsam gestrichen.
Insofern stellt die IGMH in zweierlei Hinsicht eine Besonderheit dar: Sie hat eine dreijährige Orientierungsphase und führt die Schüler weiterhin in neun Jahren zum Abitur.
Die IGMH ist seit ihrer Gründung im Jahr 1973 auch eine Ganztagesschule und verfügt somit über eine fünfzigjährige Erfahrung im Ganztagesbetrieb. Dabei handelt es sich nicht um eine simple Verlängerung des Vormittags über das Mittagessen hinaus. Das Ganztageskonzept basiert auf einer ganzheitlichen pädagogischen Auffassung von schulischem Erziehen und Lernen.
Die IGMH ist Partnerschule des Olympiastützpunktes Rhein-Neckar und seit 2014 eine Eliteschule des Sports. Seit 2019 ist die IGMH ERASMUS+ Schule sowie Botschafterschule für das Europäische Parlament.

## Schulaufbau
In der IGMH sind in der Orientierungsstufe von der 5. bis zur 7. Klasse die drei Regelschulen Werkrealschule, Realschule und Gymnasium organisatorisch eng miteinander verbunden und treten zunächst nicht in Erscheinung.
Demnach werden nach dem Abschluss der Grundschulzeit an der IGMH Schüler aufgenommen, die von der Grundschule eine Empfehlung erhalten
- zum Besuch des Gymnasiums
- zum Besuch der Realschule
- zum Besuch der Werkrealschule

Für jede dieser Empfehlungen bietet die IGMH einen entsprechenden Bildungsgang mit denselben Abschlüssen, wie sie auch an den Regelschulen erworben werden können
- Abitur
- Realschulabschluss
- Werkrealschulabschluss
- Hauptschulabschluss

Die Kinder werden im 5. Schuljahr zunächst noch – wie von der Grundschule her gewöhnt – gemeinsam unterrichtet.
Bald zeigen sich jedoch unterschiedliche Begabungen und noch unterschiedlichere Lerngewohnheiten. Deshalb werden in den Kernfächern Deutsch, Englisch und Mathematik allmählich Niveaukurse gebildet; der A-Kurs entspricht dabei den Anforderungen des Gymnasiums, der B-Kurs denen der Realschule und der C-Kurs denen der Hauptschule.
Ein System von zusätzlichem Förderunterricht in diesen drei Fächern ermöglicht es den Kindern, sich während der ersten drei Gesamtschuljahre von Klasse 5 – 7 auf ihrem Leistungsniveau zu bewähren. Andere Kinder können allmählich durch den behutsamen Wechsel von einem Niveaukurs zum anderen auf ihr individuelles Leistungsniveau gebracht werden.
Dieser Förderunterricht, in dem grundlegende Unterrichtsinhalte wiederholt und aufgearbeitet werden, findet in kleinen Gruppen und ohne zusätzlichen Leistungsdruck statt, weil hier keine Benotung erfolgt.
Durch dieses flexible System der Differenzierung und der Förderung wird eine Überforderung ebenso vermieden wie eine Unterforderung. Auf Leistungsschwankungen kann helfend reagiert werden, ohne dass ein Schulwechsel erforderlich wird.
Einige Schüler kennen das Fach Englisch bereits aus der Grundschule und setzen dies in der 5. Klasse fort. Aufgrund ihrer Begabung können sie in der 6. Klasse schwerpunktmäßig die Fächer Französisch bzw. Latein oder die Fächer AES (Alltagskultur – Ernährung – Soziales) beziehungsweise Technik wählen. Alle Schüler werden bis zum Ende der 10. Klasse in mindestens zwei Wochenstunden im Fach Arbeitslehre unterrichtet.
Mit Beginn des 8. Schuljahres werden nach drei Jahren genauer Beobachtung des Leistungsverhaltens und nach gezielter Förderung schulartbezogene Klassen gebildet, die zu selben Abschlüssen wie die Regelschulen führen.

## Schulleitung
Der ehemalige Schulleiter Rainer Bade wurde nach dem Schuljahr 2021/22 in den Ruhestand verabschiedet.

## Struktur der Gesamtschule
Als Besonderheit des gymnasialen Bildungsganges wird ab Klassenstufe 8 der Bildungsplan um ein Jahr versetzt unterrichtet, d. h. in Klassenstufe 8 werden Inhalte aus Gym 7 umgesetzt etc. Dazu kommt noch die Möglichkeit, für Realschüler mit 2. Fremdsprache Französisch, nach Klasse 10 bei Vorliegen der entsprechenden Voraussetzungen in die gymnasiale Klassenstufe 11 ohne Schulwechsel eintreten zu können.

## Fremdsprachen
Über die Leistungsdifferenzierung in den Kernfächern Deutsch, Englisch und Mathematik hinaus wird zu Beginn von O2, bedingt durch die Notwendigkeit einer zweiten Fremdsprache für die Schüler, die das Abitur als Bildungsziel anstreben, differenziert: zur Wahl stehen Französisch und Latein. Nicht alle Schüler entscheiden sich für die zweite Fremdsprache. Nach eingehender Prüfung erfolgt im Einvernehmen mit dem Elternwunsch eine Zuweisung. Schüler, die die zweite Fremdsprache nicht belegen, besuchen die Fächer AES (Alterskultur – Ernährung – Soziales) und Technik, welche ab Klasse 7 als Profilfächer gewählt werden können.
Latein kommt nur für die Schüler in Betracht, bei denen davon auszugehen ist, dass sie den Weg zum Abitur einschlagen werden. Französisch hingegen ist auch im Bildungsgang der Realschule ein mögliches Profilfach. Von daher unterscheiden sich Latein und Französisch in O2 in ihrem Anforderungsniveau, Latein verwendet ein gymnasiales Lehrbuch, Französisch ein integriertes Gesamtschullehrbuch.
Die zweite Fremdsprache beginnt in O2 (6. Klasse). Schüler mit zweiter Fremdsprache besuchen ab O3 das versetzungsrelevante Fach Arbeitslehre mit zwei Wochenstunden, für Schüler ohne zweite Fremdsprache wird es vierstündig angeboten.
Nach O3 endet die Integration und die Schüler werden entsprechend ihren Begabungsschwerpunkten und ihren gezeigten Leistungen in regelschulbezogene Klassen mit verschiedenen Profilangeboten zusammengefasst.

## Gymnasiale Oberstufe
Wie an anderen Gymnasien Baden-Württembergs wird auch an der IGMH die zentrale Abiturprüfung abgenommen, allerdings erst in der 13. Klasse. So bietet die IGMH die Möglichkeit des „G9“, der neunjährigen gymnasialen Ausbildung.
Neben den üblichen Unterrichtsfächern wird das Neigungsfach Wirtschaft (vierstündig) angeboten, die IGMH war im Schuljahr 2004/2005 landesweit eine von 30 Pilotschulen, die in diesem Fach die Abiturprüfung vorbereitet und abgenommen hat.
Ein in den vierstündigen Lateinkurs integrierter Vorbereitungskurs bereitet auf die Latinumsprüfung vor. Seminarkurse werden zu verschiedenen fächerübergreifenden Themen angeboten und vertiefen Fähigkeiten und Fertigkeiten in Projektplanung und Präsentation. Informatik, Philosophie sowie Psychologie werden als Wahlfächer regelmäßig angeboten. Die Studienfahrt in der 13. Klasse führt traditionell in ausländische Kulturmetropolen.

## Anmelde- und Aufnahmezahlen
Die Anmeldezahlen liegen in der Regel bei über 300. Als Gesamtschule ist die IGMH vor allem für jene Schülerinnen und Schüler interessant, die einen höheren Abschluss als den in der Grundschulempfehlung prognostizierten anstreben. Mit Einführung von G8 ist auch der Zulauf von Kindern mit gymnasialer Empfehlung angewachsen. Letztlich sind die Gründe für die Anmeldung aber vielfältig. Die aufstiegsorientierte Philosophie der IGMH neben der individuellen Förderung beeinflusst in zahlreichen Elternhäusern die Entscheidung. Die Zahl der aufgenommenen Schüler schwankt seit vielen Jahren um einen Mittelwert von etwa 230. Die Schüler bringen Empfehlungen für alle drei Schularten – Werkrealschule, Realschule und Gymnasium – mit.

## Bekannte Schüler
Die IGMH ist Partnerschule des Olympiastützpunkts Rhein-Neckar und pflegt Kooperationen mit Mannheimer Vereinen. Folgende Sportler waren Schüler an der IGMH:
| - Filip Adamski (* 1983), Ruderweltmeister und Olympiasieger - Fabio Carciola (* 1985), Eishockeyspieler - Robert Dietrich (1986–2011), Eishockeyspieler - Umut Erdoğan (* 1982), Fußballspieler - Sachar Blank (* 1985), Eishockeyspieler - Katharina Häcker (* 1986), Eiskunstläuferin - Sarah Hecken (* 1993), Eiskunstläuferin | - Ulf Quaisser (* 1962), Fußballspieler - Jana Schreckenbach (* 1982), Eishockeyspielerin - Tim Stützle (* 2002), Eishockeyspieler - Leon Draisaitl (* 1995), Eishockeyspieler - Dennis Seidenberg (* 1981), Eishockeyspieler - Yannic Seidenberg (* 1984), Eishockeyspieler - Maren Valenti (* 1976), Eishockeyspielerin - Mirko Höfflin (* 1992), Eishockeyspieler |